# Nave Apartments
Nave Apartments, ubicado en Lewiston, Idaho, fue construido en 1913 e incluido en el Registro Nacional de Lugares Históricos en 1978. Fue diseñado por arquitecto James H. Nave. Es un edificio de piedra y ladrillo de 3 plantas con medidas de 24 por 37 metros, construido con arenisca de color marrón oscuro.